# 君の席
君の席（きみのせき）とは、バナナマンとおぎやはぎとラーメンズによるお笑いユニット。

## メンバー
- バナナマン（設楽統・日村勇紀）
- おぎやはぎ（小木博明・矢作兼）
- ラーメンズ（片桐仁・小林賢太郎）

## ライブ・イベント
- 君の席 vol.1 2001年7月5日 TOWER RECORDS 渋谷店
- 君の席 vol.2 2001年9月14日 TOWER RECORDS 渋谷店
- 君の席 vol.3 2001年11月19日 TOWER RECORDS 渋谷店
- ライヴ!!君の席 -SPECIAL SIX SEATS- 2002年3月2日、3日全電通ホール

## DVD
- 笑いの巣 PRESENTS 君の席1 - ラーメンズ/バナナマン/おぎやはぎ
- 笑いの巣 PRESENTS 君の席2 - ラーメンズ/バナナマン/おぎやはぎ
- 笑いの巣 PRESENTS 君の席3 - ラーメンズ/バナナマン/おぎやはぎ
- バナナマン・ラーメンズ・おぎやはぎ ライヴ!!君の席-SPECIAL SIX SEATS-